# Scytaleum thornei
Scytaleum thornei is een rondwormensoort. De wetenschappelijke naam van de soort is voor het eerst geldig gepubliceerd in 1954 door Meyl.